# Sankt Johann im Pongau
Sankt Johann im Pongau è un comune austriaco di 10 945 abitanti nel distretto di St. Johann im Pongau, nel Salisburghese, del quale è capoluogo e centro maggiore; ha lo status di città capoluogo di distretto (Bezirkshauptstadt).

## Geografia fisica
St. Johann im Pongau è situato nella valle del fiume Salzach, tra le Alpi Salisburghesi a nord, i Tauri di Radstadt a sud-est e i contrafforti del Gruppo dell'Ankogel a sud-ovest. A circa 5 km dalla città si trova il Liechtensteinklamm, una stretta gola profonda 300 metri e lunga 4 000 metri in cui scorrono le vorticose acque del torrente Großarler Ache.

## Storia
Nel 1939, a seguito dell'Anschluss, la città fu rinominata Markt Pongau e, a partire dal 1941, fu sede dello Stalag XVIII-C, gestito dalla Wehrmacht. Ospitò in particolare prigionieri di guerra francesi, serbi e sovietici, ma anche di altre provenienze. Oltre 4000 internati sovietici furono sterminati durante la loro detenzione a Markt Pongau. In memoria delle vittime del campo è stato eretto un cimitero russo nella parte nord della città. Il campo fu liberato dalle truppe americane l'8 maggio 1945.

## Monumenti e luoghi d'interesse
- Chiesa parrocchiale di San Giovanni (Dekanatspfarrkirche St. Johann im Pongau). La prima menzione documentata di una chiesa a St. Johann im Pongau risale al 924; l'edificio attuale fu costruito in stile neogotico nel 1855. Nel linguaggio popolare è anche chiamato "Duomo del Pongau" (Pongauer Dom).
- Cappella di Sant'Anna (Annakapelle). La cappella è situata alla sinistra della chiesa parrocchiale di San Giovanni ed è l'unico edificio gotico sopravvissuto al grande incendio del 1855. Oggi è usata sia dai cattolici sia dai protestanti.

## Economia
A St. Johann im Pongau è particolarmente sviluppato il turismo, soprattutto durante l'inverno. Nel quartiere più importante, Alpendorf, si trovano piste da sci, alberghi e discoteche; in estate si pratica l'escursionismo in montagna.